# Bystřička
Bystřička település Csehországban, Vsetíni járásban. Bystřička Valašské Meziříčí, Velká Lhota, Jarcová, Jablůnka, Pržno, Mikulůvka, Malá Bystřice és Růžďka településekkel határos. Lakosainak száma 1021 fő (2024. január 1.).

## Népesség
A település lakosságának változását az alábbi diagram mutatja:
| Lakosok száma | 402  | 495  | 482  | 508  | 940  | 976  | 1025 | 1010 | 1030 | 1021 |
|               | 1869 | 1890 | 1921 | 1950 | 1980 | 2001 | 2017 | 2019 | 2022 | 2024 |